# Мирослав Теллалов
Мирослав Теллалов, известен и като Мико Теллалов, е един от основателите на група „Хиподил“. В групата свири на китара и е вокал.
През 1988 г. група съученици от Софийска математическа гимназия започват да изпълняват авторски песни в стил пънк-рок. Мико, заедно с Никола Кавалджиев (Кольо) – бас китара и вокал, Николай Савов (Коко) – барабани и Петър Тодоров (Пешо) – китара и вокал, започват изяви пред публика, за които дори са наказани. Появява се и Светльо, който става фронтмен на групата. Мико напуска Хиподил заради влизането си в казармата.